# 大紫胸鹦鹉

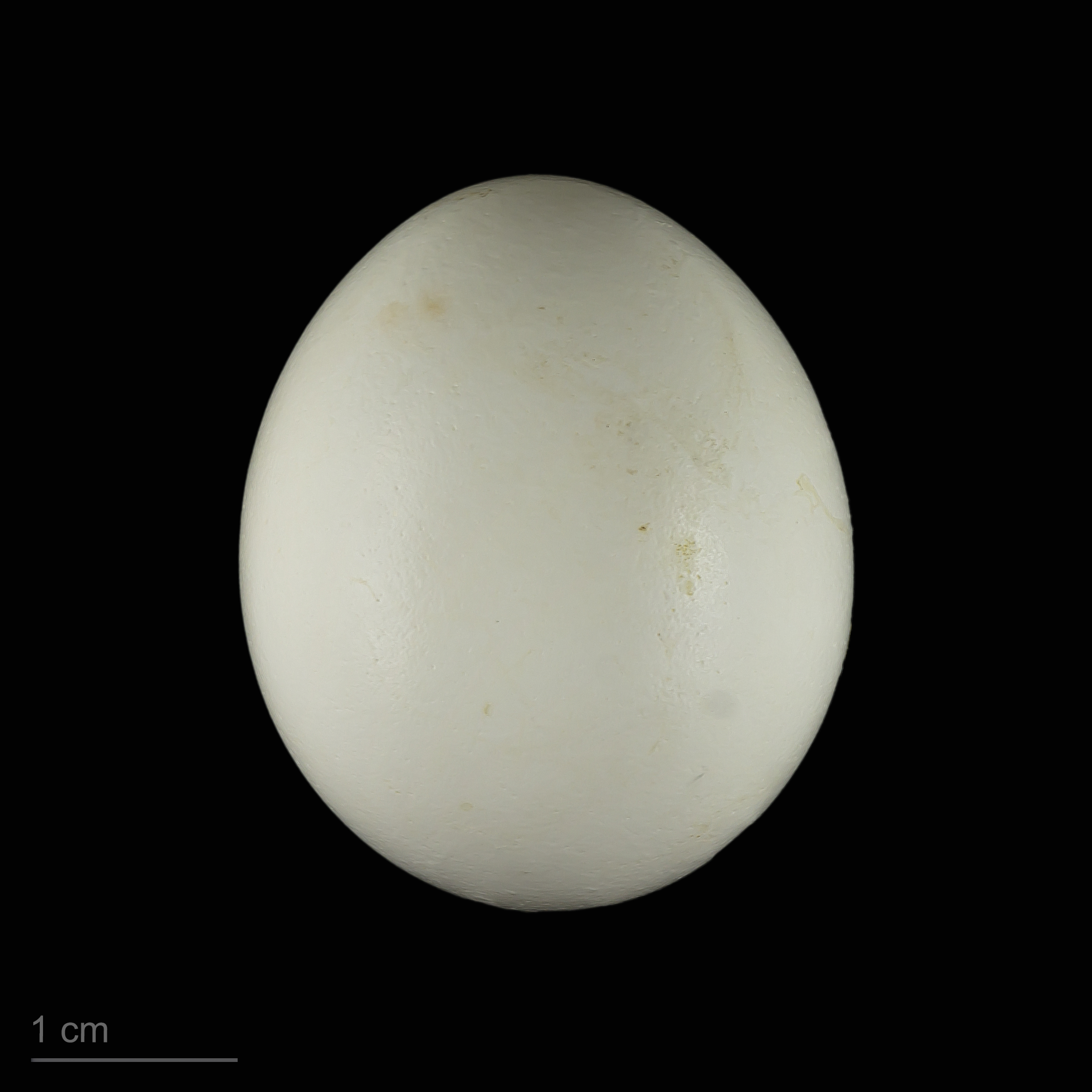
卵 Psittacula derbiana

大紫胸鹦鹉（学名Psittacula derbiana）又称大绯胸鹦鹉、四川鹦鹉、大鹦哥，黄色虹膜，灰色脚。头、胸紫蓝灰色，长有黑色髭纹。雄鸟眼部周围及额头呈淡绿色，上嘴红色，下嘴黑色。雌鸟嘴全黑，前顶冠无蓝色。中央尾羽为蓝色。叫声为音高而调尖，类似哨音。体长50厘米，食物以坚果、浆果、玉米、稻谷等为主。3岁后可以繁殖，繁殖期为每年6、7月份。每窝产卵3～6枚，孵化期23日左右，羽化期8到9周。
分布在印度东北部及西藏高原东南部至中国西南的丘陵林区及山林中，最高可至海拔4000米。